# خوسيه فيسنتي ليدو
خوسيه فيسنتي ليدو (بالإسبانية: José Vicente Lledó Samper)‏ هو لاعب كرة قدم ومدرب كرة قدم إسباني في مركز الدفاع، ولد في 14 ديسمبر 1971 في لقنت في إسبانيا. لعب مع ريكرياتيفو ونادي إيركوليس.